# Alec John Such
Alexander "Alec" John Such (Szűcs Elek János; Yonkers, New York, 1951. november 14. – 2022. június 5.) magyar származású amerikai basszusgitáros.

## Pályafutása
1994-ig ő volt a Bon Jovi együttes basszusgitárosa. Nem sokkal a Cross Road album megjelenése után kivált az együttesből alkoholproblémák és koncerten elkövetett hibák miatt. Az együttes tagjai megegyeztek abban, hogy nem pótolják hivatalosan, ezért az új basszusgitáros, Hugh McDonald (aki mellesleg a "Runaway" felvételén játszott) nem hivatalos tagként turnézott a bandával. Ebből kifolyólag nem szerepelt az albumok képein.
A továbbiakban Such menedzselt néhány New Jersey-i zenekart, és egy New York-i motorosbolt tulajdonosa is volt.
Such 2018-ban újra együtt játszott a Bon Jovival, a zenekarnak a Rock And Roll Of Fame-be történő beiktatásakor.